# 디렉투아르 양식

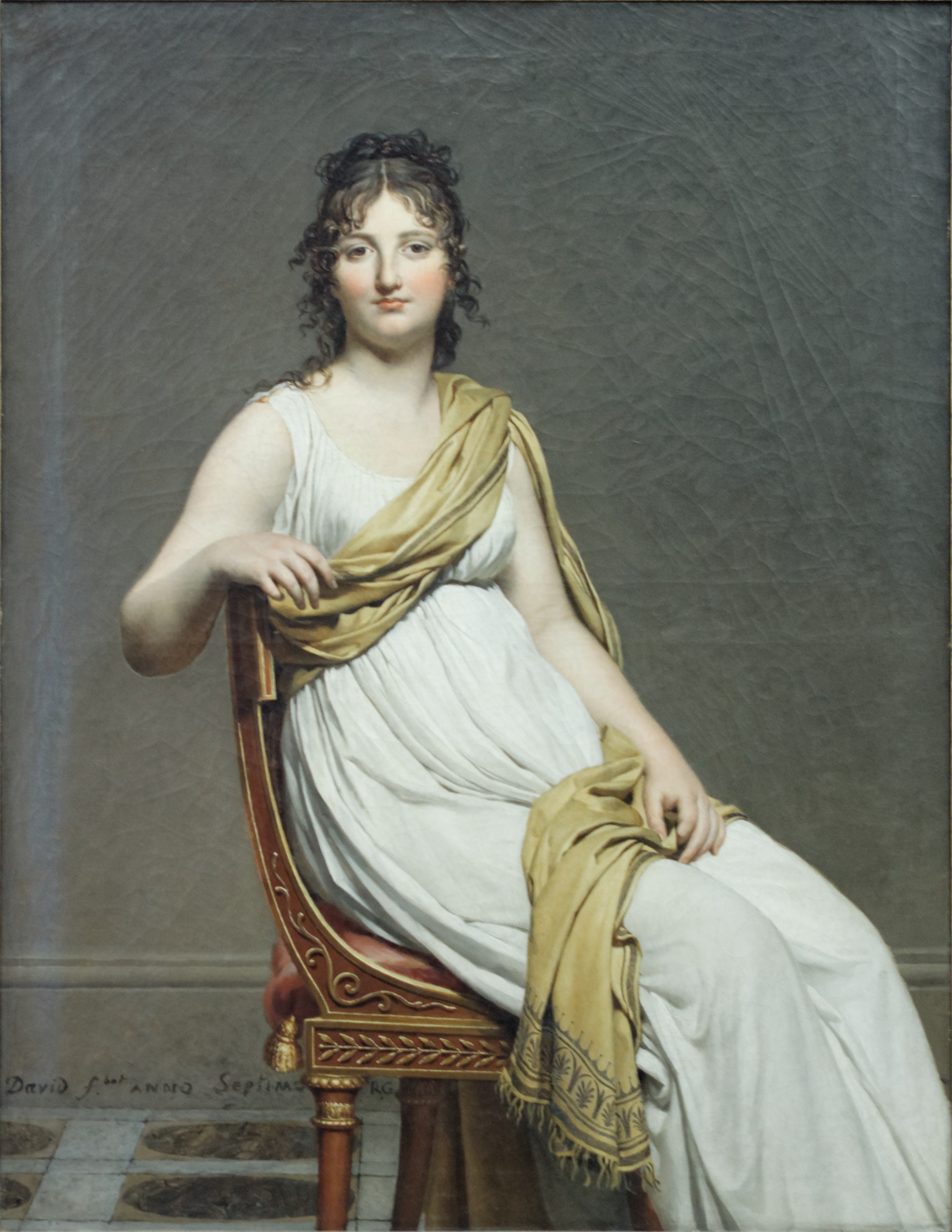
자크루이 다비드가 1799년에 그린 레이몬드 드 베르니낙 부인의 초상화, 루브르 박물관 소장, 디렉투아르 양식의 옷과 의자가 그려져 있다.

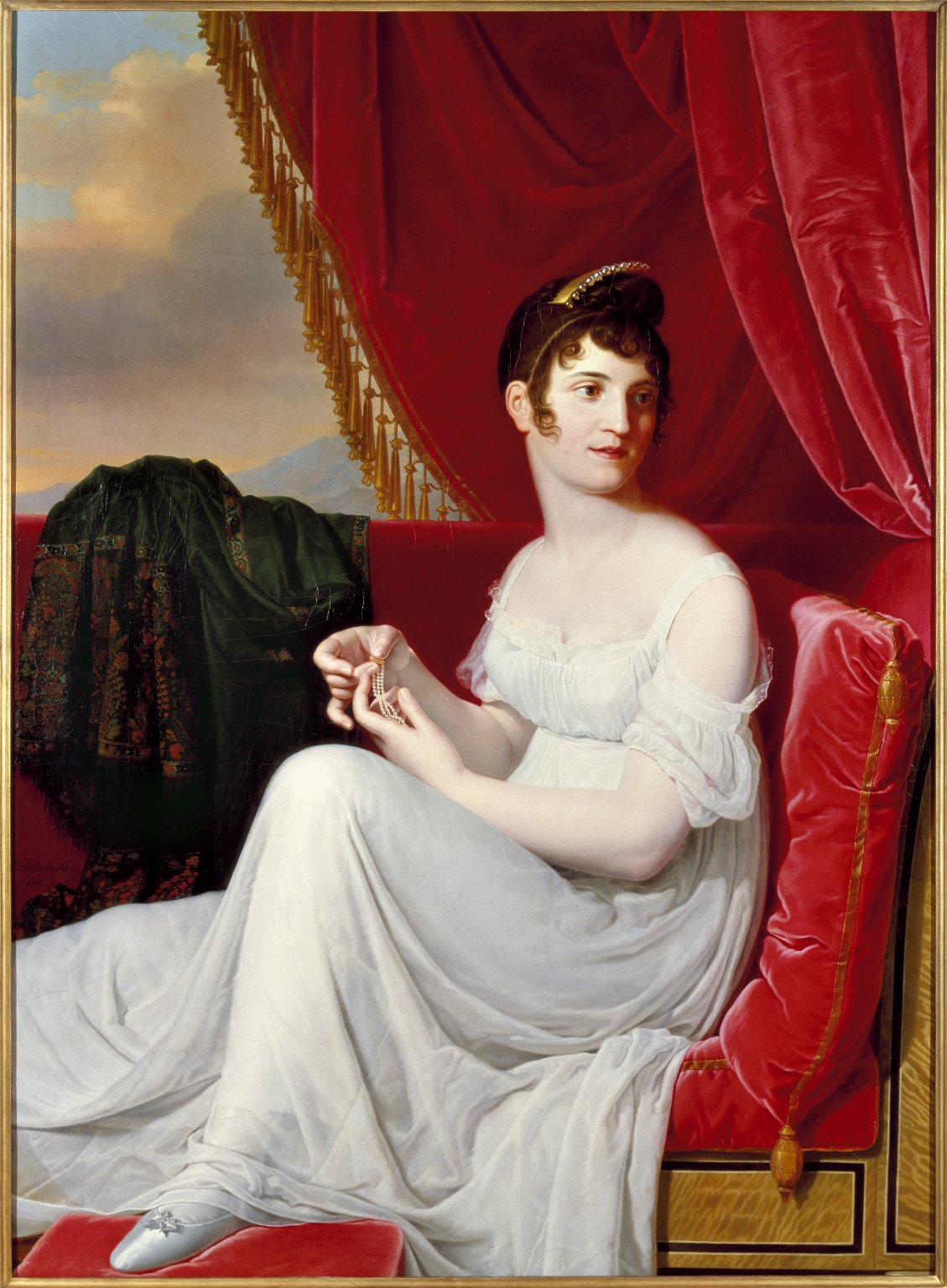
장베르나르 뒤비비에가 그린 테리사 탈리앵의 초상화, 1806년, 브루클린 미술관

디렉투아르 양식(프랑스어: Style Directoire) 또는 집정부(執政府) 양식은 프랑스 혁명 후반부인 프랑스 총재정부(1795년 11월 2일~1799년 11월 10일) 기간 동안 꽃폈던 프랑스의 장식 예술, 패션, 특히 가구 디자인 양식을 말한다. 이 양식은 신고전주의 건축 형태, 최소한의 조각, 무늬가 많은 베니어의 평면적 확장, 장식 그림을 사용한다. 디렉투아르 양식은 루이 16세 양식과 앙피르 양식 사이의 과도기적 양식이다.
디렉투아르 양식은 주로 건축가이자 디자이너인 샤를 페르시에(Charles Percier, 1764~1838)와 피에르프랑수아레오나르 퐁텐(Pier François Léonard Fontaine, 1762~1853)에 의해 확립되었다. 신고전주의 건축 형태와 장식 모티브를 사용한 이 양식은 나폴레옹이 제1 프랑스 제국을 세운 후 도입된 약간 더 늦고 정교한 앙피르 양식을 앞질렀다.

디렉투아르 양식은 로마 공화국의 가치에 대한 혁명적 신념을 반영했다: 
"공화정 로마의 스토아 학파 미덕은 예술뿐만 아니라 정치적 행동과 개인적 도덕의 기준으로도 유지되었다. Conventionels는 자신들 스스로를 고대 영웅으로 여겼다. 아이들의 이름은 브루투스, 솔론, 리쿠르고스의 이름을 따서 지어졌다. 혁명 축제는 자크루이 다비드가 고대 의식으로 거행했다. Salut Publique 위원회가 앉았던 의자조차도 다비드가 고안한 고대 모델로 만들어졌다... 사실 신고전주의가 유행했다."

## 가구

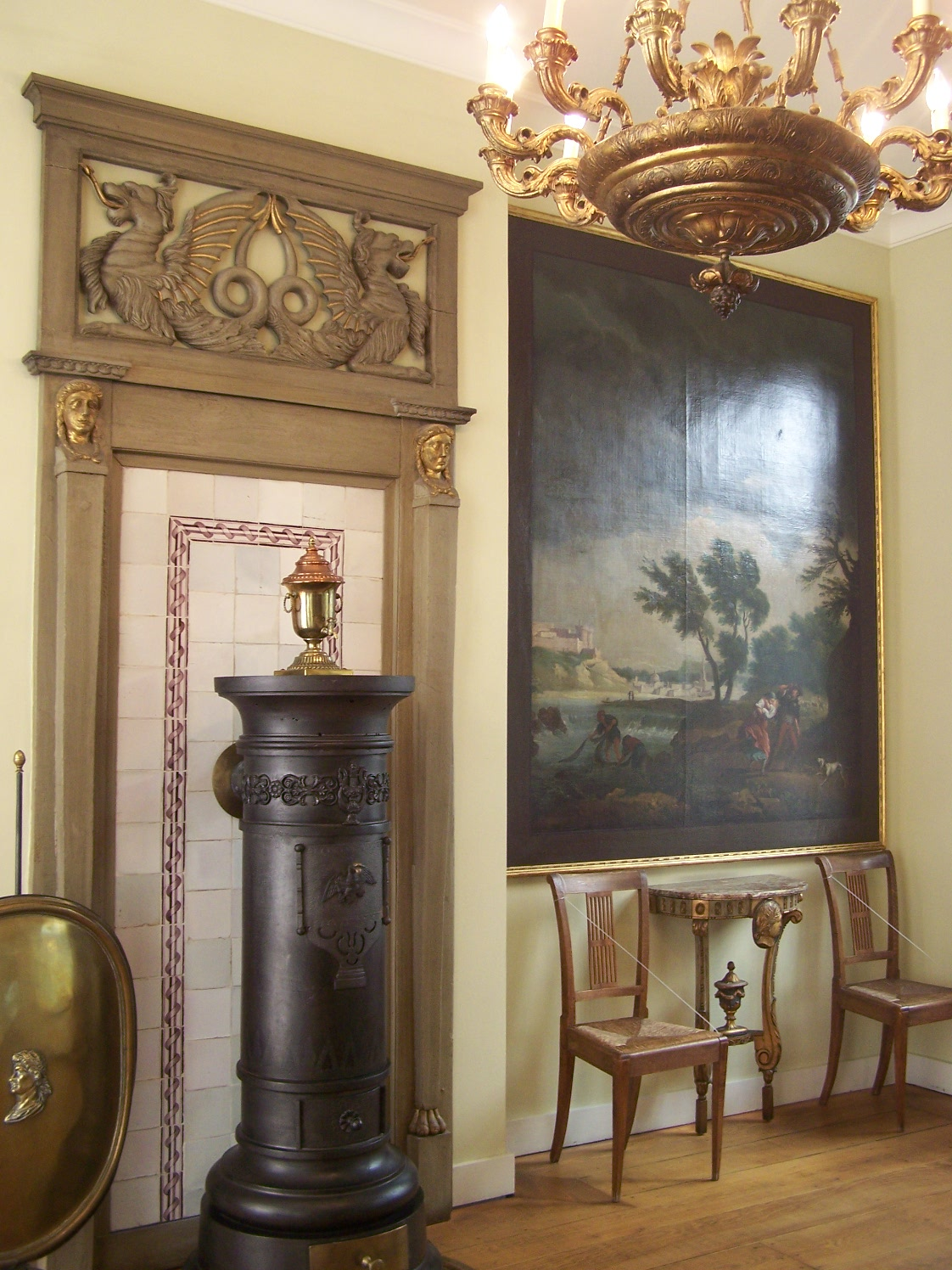
쿠벤 박물관에 있는 디렉투아르 양식의 방

가구에서 디렉투아르 양식의 영감의 원천은 에트루리아 미술, 로마 미술, 루이 16세 양식이며 사용됐던 주요 장식 모티브는 고전주의 꽃병, 조각된 단지, 화살, 날개 달린 사자, 용, 인어, 여성 흉상 및 스핑크스이다.

## 참고문헌
- Abbott, James Archer (2007). 《Jansen Furniture》. New York: Acanthus Press. ISBN 978-0-926494-45-9.
- Honour, Hugh, Neo-classicism. Style and Civilisation 1968,(Reprinted 1977)
- Pegler, Martin M; Carboni, Ron (2006). 《The Fairchild Dictionary of Interior Design》 2판. New York: Fairchild Fashion Group. ISBN 978-1-56367-444-0.